# تشيس أوين
تشيس أوين (بالإنجليزية: Chase Owen)‏ هو سائق سباق أمريكي، ولد في 10 أبريل 1992.

## وصلات خارجية
- الموقع الرسمي
- تشيس أوين على موقع DriverDB.com (الإنجليزية)